# Amphithéâtre de Tarragone
L’amphithéâtre de Tarragone a été construit au IIe siècle. Il se situe à Tarragone (auparavant Tarraco), en Catalogne. Monument emblématique de la ville, il est l’un des éléments de l’ « ensemble archéologique de Tarragone » inscrit sur la liste du patrimoine mondial par l’UNESCO en 2000, sous l’identification 875-007. Sa forme elliptique est caractéristique de ce genre de construction. En partie taillé à même la roche, en partie soutenu sur des voûtes en opus caementicium, il conserve une grande partie des gradins, l’arène et les sous-sols. 

## Histoire
L’amphithéâtre a été construit au IIe siècle, au bord de la mer Méditerranée et au-delà des remparts de la ville. 
Utilisé du IIe siècle au IVe siècle comme un lieu de spectacle, il est ensuite abandonné pendant deux siècles, jusqu'à la construction d’une basilique wisigothe au VIe siècle. Elle a été construite en l’honneur de Fructueux, Augure y Euloge, tous trois morts sur un bûcher placé dans l’amphithéâtre en 259. Ils sont désignés comme les martyrs de l’amphithéâtre. De cette basilique, il reste les fondations, une partie des portes, les planchers et dix des douze bases des colonnes. 
Au XIIe siècle, c’est cette fois une église de style  roman qui voit le jour, rendant hommage à Santa Maria del Miracle (Sainte Marie du Miracle). On peut aujourd’hui encore observer les murs latéraux, les portes, les colonnes adossées, les fenêtres et les absides. 
Le site de l’amphithéâtre est ensuite utilisé comme couvent de 1576 à 1780 puis comme prison de 1796 à 1908. Récupéré par la suite par l’État et la ville de Tarragone, l’amphithéâtre est classé monument national en 1924. Cela permet de le consolider régulièrement. 
L’amphithéâtre fait partie  de l’ « ensemble archéologique de Tarragone » et est inscrit sur la liste du patrimoine mondial de l’UNESCO en 2000, sous l’identification 875-007. 

## Usage
Pendant deux siècles, l’amphithéâtre était un lieu de spectacle. Situé près de la mer Méditerranée et hors des murailles, il était facile d’accès pour les spectateurs, mais également pour apporter les animaux qui arrivaient par la mer. 
Les 14 000 spectateurs qu’il pouvait accueillir ont pu assister à des combats de gladiateurs, entre eux ou contre des animaux. 
Avec l’utilisation d’un monte-charge et de poulies, les gladiateurs et les animaux apparaissaient au milieu de l’arène. Les gladiateurs sortis victorieux de l’affrontement quittaient les lieux par la porte Triumphalis, tandis que les moins valeureux sortaient par la porte Libitinensis. 

## L'amphithéâtre maintenant
Surplombant la mer Méditerranée et la plage du Miracle, l’amphithéâtre se situe dans le parc du Miracle. Il est ouvert toute l’année aux visiteurs. Il est un lieu majeur du tourisme à Tarragone, en compagnie des autres monuments de l’ensemble archéologique.
En 1998, « tarraco viva » est créé. Ce festival mettant en avant la culture romaine se déroule pendant deux semaines au mois de mai. Dans l’amphithéâtre ont lieu des spectacles reconstituant des combats de gladiateurs.

## Galerie

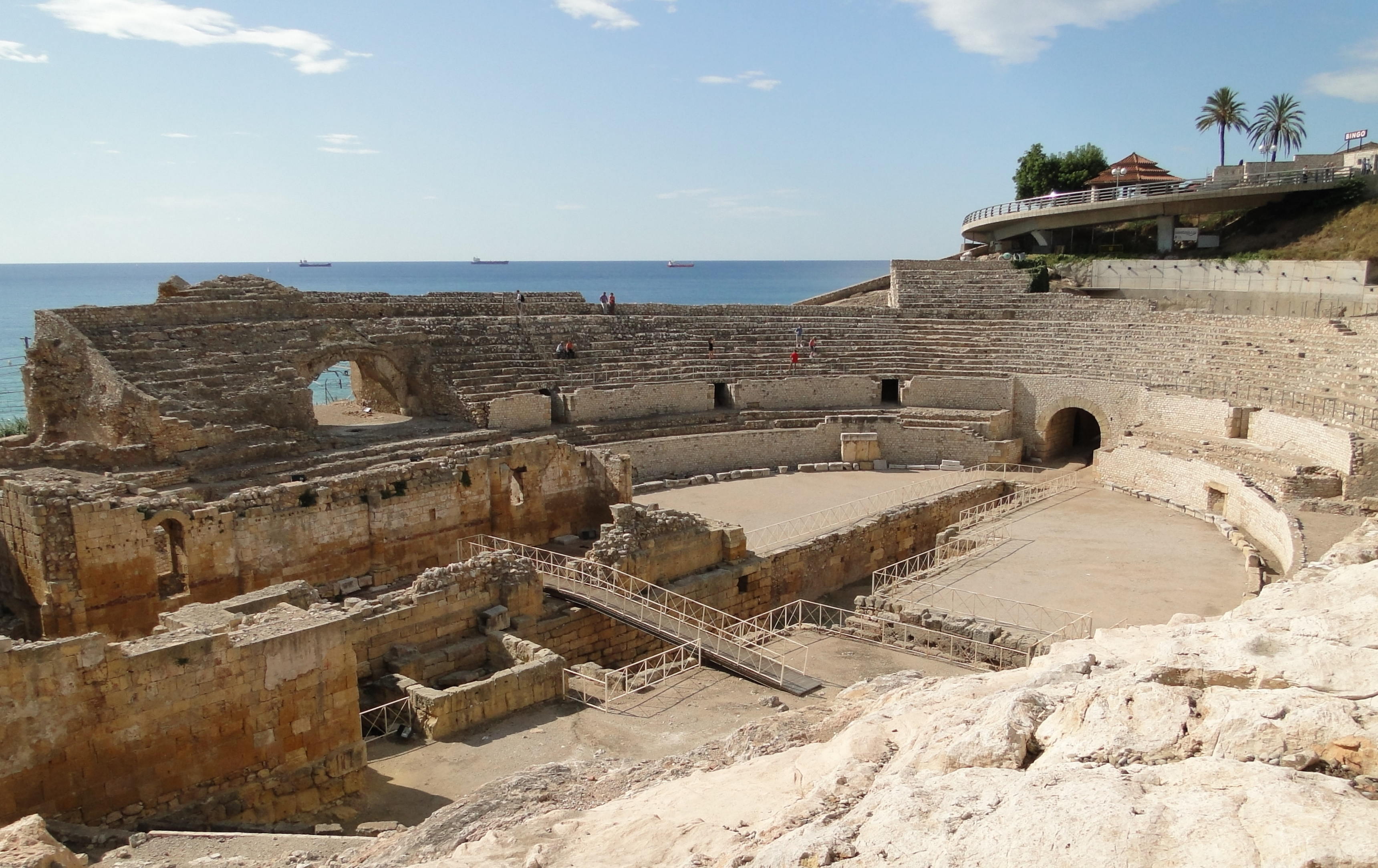
Partie ouest de l'amphithéâtre.
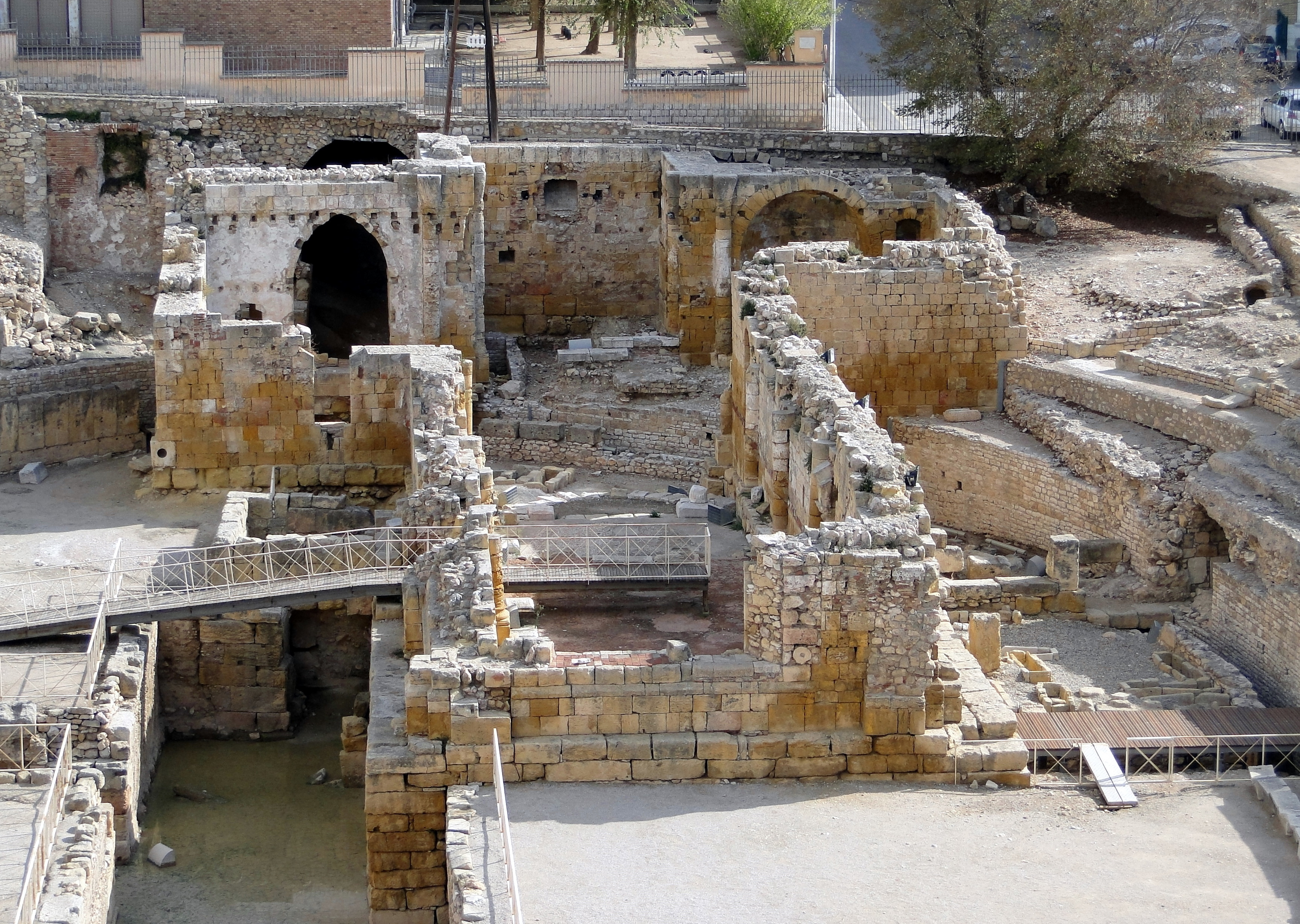
Ruines de l'église Santa María del Milagro à l'intérieur de l'enceinte.
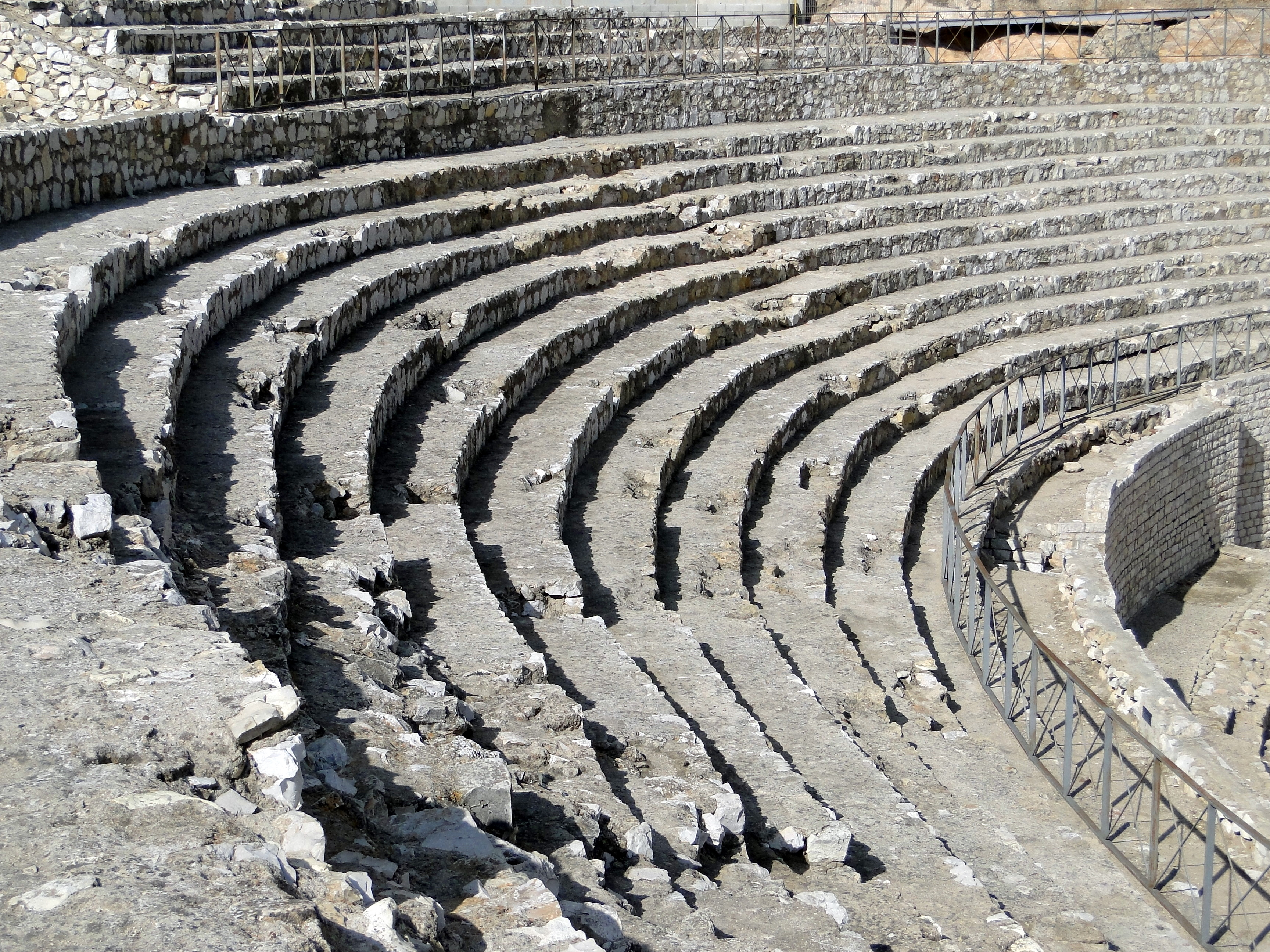
Gradins de l'amphithéâtre.
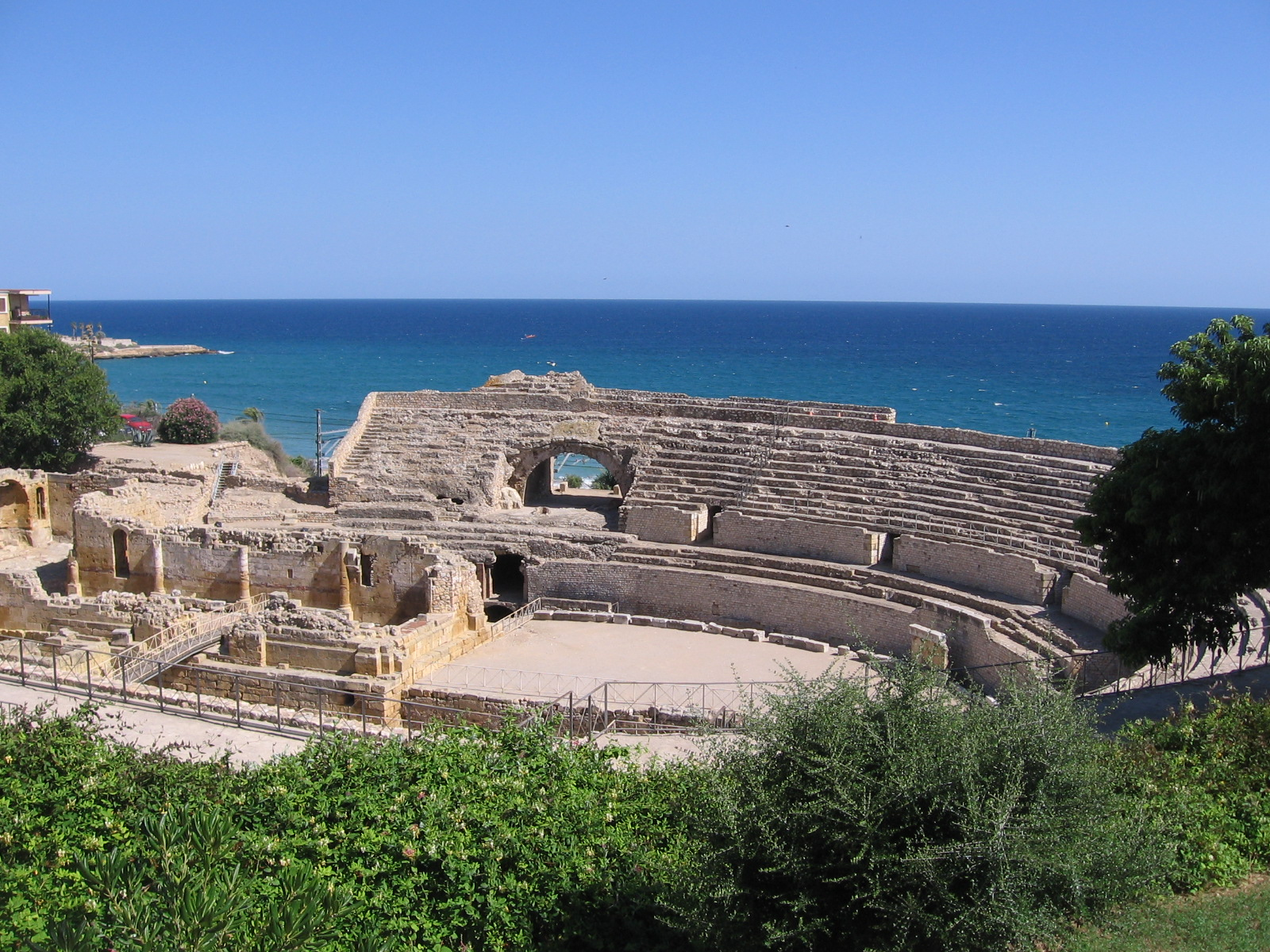
Vue avec la Méditerranée à l'arrière.